# Blauer Krait
Der Blaue Krait (Bungarus candidus) ist eine giftige Schlangenart und zählt innerhalb der Familie der Giftnattern zur Gattung der Kraits. Die Art wurde schon im Jahre 1758 durch den Begründer des Klassifizierungssystems Carl von Linné beschrieben.

## Verbreitungsgebiet
Das Verbreitungsgebiet des Blauen Kraits erstreckt sich über Thailand, Kambodscha, Laos, Vietnam, die Malaiische Halbinsel, Singapur, Sumatra, Java und Bali.

## Merkmale
Der Blaue Krait kann eine Gesamtlänge von 1,60 Meter erreichen, wobei Männchen größer als die Weibchen werden. Der Körper ist im Querschnitt weniger dreieckig als bei anderen Bungarus-Arten. Auf dem Rücken finden sich 15, selten auch 17 Schuppenreihen, die Anzahl der Bauchschuppen liegt bei 194 bis 237, die der immer ungeteilten Subcaudalia bei 37 bis 56. Die Analschuppe ist ebenfalls ungeteilt. Vor dem Auge findet sich eine Präoculare, dahinter zwei Postocularia. Entlang der Oberkieferkante der Mundöffnung finden sich sieben Oberlippenschilde, wobei der dritte und vierte das Auge berühren und der fünfte und sechste am größten sind.
Die Rückenseite und die Körperseiten sind mit 27 bis 35 breiten schwarzen oder dunkelbraunen Bändern gemustert, wobei die vorn liegenden am breitesten sind und die Bänder zum Schwanz hin immer schmaler werden. Dazwischen sind die Schlangen weißlich oder blass gelblich. Bei älteren Exemplaren sind diese Bereiche mit dunklen Punkten gemustert. Auch die Bauchseite ist weißlich oder cremefarben. Die Kopfoberseite ist schwarz oder dunkelbraun, die Oberlippenschilde sind weißlich. Jungtiere haben einen weißen Nacken, sind aber im Übrigen so gefärbt wie ausgewachsene Exemplare.
Wie alle Giftnattern besitzt Bungarus candidus zu Giftdrüsen umgebildete Speicheldrüsen, welche über einen Giftkanal mit im vorderen Oberkiefer befindlichen, nicht beweglichen Giftzähnen verbunden sind (proteroglyphe Zahnstellung).
Der Blaue Krait kann leicht mit den ähnlich gefärbten Jungtieren der ungiftigen Gebänderten Wolfsnatter (Lycodon subcinctus) verwechselt werden. Diese können jedoch auch eine helle Kopfoberseite haben, während sie bei der Blauen Krait immer dunkel ist.

## Lebensraum und Lebensweise
Der Blaue Krait lebt vor allem im Flachland, seltener in den Bergen bis in Höhen von 1200 Metern. Meist kommt die Schlange in Gewässernähe oder in sonstigen feuchten Gebieten wie Reisfeldern vor. Auch in der Nähe von Dörfern oder Städten kann sie angetroffen werden. Die Art meidet das Sonnenlicht und versucht, diesem ausgesetzt, ins Dunkle zu flüchten. Sie ernährt sich vor allem von Schlangen (Ophiophagie), außerdem werden u. a. Skinke gefressen. Die Weibchen legen pro Gelege vier bis zehn Eier. Die frisch geschlüpften Jungschlangen haben eine Länge von 27 bis 28,5 cm.